# Thomas Gonda
Thomas Gonda (* 7. Jänner 1976) ist ein ehemaliger österreichischer Fußballspieler. Mit dem Favoritner AC, dem ASK Kottingbrunn und dem SC Neusiedl gewann er mehrmals den Meistertitel in verschiedenen Spielklassen. Heute ist er Fußballtrainer.

## Karriere als Spieler
Gonda begann seine Karriere 1983 in der Jugendmannschaft des Favoritner AC, wechselte 1993 kurzzeitig zum FC Admira Wacker Mödling und kehrte im Jahr 1994 zum Favoritner AC zurück. Dort gewann er 1994/95 den Meistertitel in der Regionalliga Ost und stieg in die 2. Division der Bundesliga auf.
Nach weiteren Spielzeiten beim Favoritner AC und dem SC Himberg gewann er im Jahr 2001 den Meistertitel mit dem ASK Kottingbrunn in der Regionalliga Ost. Gonda gelang zwar in einem Relegationsspiel mit einem Schuss aus 30 Metern der 1:2-Führungstreffer, schlussendlich musste sich der ASK Kottingbrunn in der Gesamtwertung jedoch dem Gegner geschlagen geben. In den Jahren 2004 und 2005 wurde er zwei Mal Meister mit dem SC Neusiedl und stieg mit dem Club von der 2. Landesliga Burgenland bis in die Regionalliga Ost auf.
Danach spielte er für zwei Spielzeiten in der burgenländischen Landesliga beim SV Neudörfl sowie beim SV Steinbrunn und beendete seine Spielerkarriere nach einem Engagement beim 1. Wiener Neustädter SC 2009 bei der SR Donaufeld in Wien.

## Karriere als Trainer
Bereits während seiner aktiven Karriere als Fußballspieler arbeitete Gonda an seiner Ausbildung zum Fußballtrainer und erhielt 2007 die UEFA-A-Trainerlizenz und arbeitete danach von 2007 bis 2009 als Co-Trainer beim SC Neudörfl.
Gonda trainierte als Cheftrainer in den Jahren 2011/12 die Nachwuchsmannschaften des SC Wiener Neustadt. Nach seiner Rückkehr aus Niederösterreich war Gonda als Co-Trainer in Wien beim LA Riverside in der 1. Klasse – A Wien tätig. Gonda agierte danach von 2014 bis 2015 als Co-Trainer beim ASK Kaltenleutgeben an der Seite des ehemaligen Bundesligaspielers Attila Sekerlioglu. Von 2018 bis 2020 trat er selbst als Cheftrainer des Klubs in Erscheinung.
Ab der Winterpause 2022/23 fungierte er an der Seite von Claus Schönberger als Co-Trainer des Wiener Stadtligisten SC Mannswörth. Seit September 2023 steht er gemeinsam mit Schönberger als gleichgestelltes Trainerteam an der Seitenlinie.

## Erfolge als Spieler
mit dem Favoritner AC
- 1× Meister der Regionalliga Ost: 1994/95

mit dem ASK Kottingbrunn
- 1× Meister der Regionalliga Ost: 2000/01

mit dem SC Neusiedl/See
- 1× Meister der 2. Landesliga Burgenland: 2003/04
- 1× Meister der 1. Landesliga Burgenland: 2004/05

## Erfolge als Trainer
- 1× Meister in der 1. Klasse Niederösterreich Ost